# Tháp Trắng (Cộng hòa Séc)
Tháp Trắng (tiếng Séc: Bílá věž) là toàn tháp cao nhất, thống trị bầu trời thành phố Hradec Králové ở Cộng hòa Séc. Đứng ở phòng trưng bày của ngọn tháp, chúng ta sẽ có một cái nhìn mới lạ về Hradec Králové, về các đỉnh núi phía xa của Dãy núi Krkonoše và Dãy núi Orlické. Những năm gần đây, toà tháp là nơi diễn ra nhiều buổi triển lãm và trở thành trung tâm của các hoạt động văn hoá, du lịch. Hiện nay, Tháp Trắng còn đang lưu giữ chiếc chuông lớn nhất và nặng thứ ba ở Cộng hòa Séc - chuông Augustine.

## Lịch sử
Vào ngày 7 tháng 6 năm 1574, nhờ sự quyên góp của người dân toàn thành phố, những viên gạch đầu tiên của toà tháp được đặt ở phía tây của Quảng trường Lớn ở Hradec Králové. Quá trình xây dựng kéo dài sáu năm, toà tháp hoàn thành với chiều cao 72 mét (236 ft).
Tháp Trắng là đài tưởng niệm cao nhất của thành phố Hradec Králové thậm chí cao nhất ở Đông Bohemia. Vào tháng 5 năm 1581, quả chuông Augustine (ra đời năm 1509 bởi bàn tay của người sáng lập chuông Hradec nổi tiếng Ondřej Žáček với kích thước ấn tượng (chiều cao 169 xentimét (67 in) cao và bề rộng 206 xentimét (81 in)) xuất hiện trên tầng bốn của toà tháp vào giữa mùa lễ hội. Tuy nhiên còn có một chiếc chuông lớn hơn ở Bohemia trong Nhà thờ chính tòa Thánh Vitus tại Lâu đài Praha, nó mang tên Chuông Zikmund.

## Sự thật thú vị
Vật liệu xây dựng toà tháp là đá trắng, sau này cũng sử dụng làm tên của toà tháp. Chuông Augustine có khối lượng 10 tấn và vẫn vang lên mỗi dịp đặc biệt.
Thời gian đồng hồ trên tháp có thể chênh lệch với thời gian thực mà nguyên nhân không phải do đôi mắt của chúng ta. Việc cần làm trong tình huống này là thử nhìn ở một khoảng cách xa hơn, ví dụ như từ cánh đồng gần đó.

## Giờ mở cửa
Thời gian mở cửa cho du khách của toà tháp là từ ngày 1 tháng 4 đến ngày 30 tháng 9, hàng ngày từ 09:00-12:00 và 13:00-17:00. Đôi khi toàn tháp mở cửa buổi đêm cho những chuyến thăm quan đặc biệt.